# 莱斯尼希
莱斯尼希（德語：Leisnig，發音：[ˈlaɪsnɪç] ⓘ）是德国萨克森州中萨克森县的城市，面积78.08平方千米，2023年12月31日人口为8,177人。